# Charlotte Sheffield
Charlotte Sheffield (1er septembre 1936 - 15 avril 2016), est une actrice, un mannequin et une reine de beauté américaine. Après avoir remporté le titre de miss Utah USA 1957, elle se classe deuxième au concours miss USA 1957. Un jour plus tard, la gagnante, Mary Leona Gage, est déchue de son titre lorsqu'il apparaît qu'elle est non seulement trop jeune pour participer au concours (elle a 18 ans alors que la limite d'âge est de 21 ans), mais qu'elle est également mariée et a deux enfants,. Charlotte Sheffield est alors désignée Miss USA 1957,, mais, dans un premier temps, elle n'est pas autorisée à concourir pour le titre de miss Univers 1957. Au moment où la supercherie de Mary Leona Gage est découverte, Charlotte Sheffield avait déjà manqué la compétition préliminaire. Finalement elle participe au concours, mais ne parvient pas à se classer. 

## Source de la traduction
- (en) Cet article est partiellement ou en totalité issu de l’article de Wikipédia en anglais intitulé « Charlotte Sheffield » (voir la liste des auteurs).